# 梅耶斯 (加利福尼亞州)
梅耶斯（英語：Meyers）是位於美國加利福尼亞州埃爾多拉多縣的一個非建制地區。該地的面積和人口皆未知。

## 地理
梅耶斯的座標為38°51′22″N 120°00′47″W / 38.85611°N 120.01306°W，而該地的平均海拔高度為1986米（即6352英尺）。